# Råneå kommunala realskola
Råneå kommunala realskola var en kommunal realskola i Råneå verksam från 1943 till åtminstone 1955.

## Historia
Skolan fanns från omkring 1935 som en högre folkskola som 1944 ombildades till kommunal mellanskola. vilken den 1 juli 1952 ombildades till kommunal realskola.
Realexamen gavs från 1945 till 1955.
Skolbyggnaden uppförd 1944 används efter realskoletiden av Råneåskolan.